# Mitja Mežnar
Mitja Mežnar, slovenski smučarski skakalec, 30. junij 1988, Kranj.
Mežnar je v svetovnem pokalu debitiral 22. decembra 2007 v Engelbergu, ko je zasedel 43. mesto. Prvo točko je osvojil 6. decembra 2008 v Trondheimu, ko je bil 30., najboljši rezultat v svetovnem pokalu pa 15. januarja 2011 v Saporu, ko je bil šestnajsti. Slovenijo je zastopal na Olimpijskih igrah 2010 ter svetovnih prvenstvih v letih 2009 in 2011.